# The Early Years 1965–1972
The Early Years 1965–1972 – specjalny box set zespołu Pink Floyd wydany 11 listopada 2016 r. Został oficjalnie ogłoszony 28 lipca 2016 r. Zestaw zawiera siedem tomów z płytami CD, DVD, BD, płytami winylowymi i pamiątkami, w tym zdjęciami, plakaty i programy wycieczek. Zawiera wczesne single bez albumu oraz niepublikowane nagrania studyjne i na żywo.
Udostępniono także dwupłytową kompilację zatytułowaną The Early Years 1967–1972: Cre/ation.
Z powodu błędu, wersja CD albumu „Pink Floyd: Live at Pompeii” została również dołączona do zestawu pudełkowego zamiast płyty „Obscured by Clouds” (mix 2016), która w ostatniej chwili została umieszczona wewnątrz zestawu w tekturowym portfelu. Samodzielna część boxu pod nazwą „1972: Obfusc/ation” zawiera obie płyty CD w standardzie.
Wydawnictwo daje wyjątkową możliwość dokładnego prześledzenia początków jednego z największych zespołów wszech czasów. Na tym boxie będzie można poznać ewolucję Pink Floyd do momentu, w którym stali się sławni na cały świat dzięki płycie „The Dark Side of the Moon”; od szalonej psychodelii czasów Syda Barretta do wyrafinowanego rocka progresywnego okresu Davida Gilmoura.

## Skład zestawu

### Volume 1:1965–1967: Cambridge St/ation
Lista utworów:
|  | Dysk pierwszy (CD) – nagrania studyjne z lat 1965 – 1967 Nagrania z 1965 roku: 1. „Lucy Leave” – 2:57 2. „Double O Bo” – 2:57 3. „Remember Me” – 2:46 4. „Walk with Me Sydney” – 3:11 5. „Butterfly” – 3:00 6. „I'm a King Bee” – 3:13 Nagrania z lat 1966-1967: 1. „Arnold Layne” (2010 mix) – 2:57 2. „See Emily Play” (2010 mix) – 2:55 3. „Apples and Oranges” (2010 mix) – 3:05 4. „Candy and a Currant Bun” (2010 mix) – 2:45 5. „Paint Box” (2010 mix) – 3:48 6. „Matilda Mother” (wersja alternatywna) (2010 mix) – 4:01 7. „Jugband Blues” (2010 mix) – 3:01 8. „In the Beechwoods” (2010 mix) – 4:43 9. „Vegetable Man” (2010 mix) – 2:32 10. „Scream Thy Last Scream” (2010 mix) – 4:43 Utwory 1–6 zostały nagrane przez The Tea Set w okolicach świąt Bożego Narodzenia 1964. Utwory 1–11 są ścieżkami mono. Utwory 12–16 są ścieżkami stereo. Utwory 1–6 pojawiły się na albumie „1965: Their First Recordings”, wydanej 27 listopada 2015 roku. Utwory 7–9 i 12 zostały wydane na składance An Introduction to Syd Barrett wydanej 4 października 2010 roku. Utwory 14–16 nie zostały wcześniej wydane. | Dysk drugi (CD) – Live in Stockholm i sesje nagraniowe u Johna Lathama Live in Stockholm 1967: 1. „Introduction” – 0:25 2. „Reaction in G” – 7:18 3. „Matilda Mother” – 5:34 4. „Pow R. Toc H.” – 11:56 5. „Scream Thy Last Scream” – 4:00 6. „Set the Controls for the Heart of the Sun” – 7:17 7. „See Emily Play” – 3:16 8. „Interstellar Overdrive” – 8:57 Live in Stockholm ma ledwo słyszalny wokal, co czyni występ niemal całkowicie instrumentalny. Nagrywanie jest szczególnie niskiej jakości. Nagrania studyjne Johna Lathama: 1. „John Latham Version 1” – 4:32 2. „John Latham Version 2” – 5:06 3. „John Latham Version 3” – 3:45 4. „John Latham Version 4” – 2:59 5. „John Latham Version 5” – 2:48 6. „John Latham Version 6” – 3:17 7. „John Latham Version 7” – 2:36 8. „John Latham Version 8” – 2:49 9. „John Latham Version 9” – 2:38 Nagrania Johna Lathama składają się z jednego długiego przedłużonego utworu improwizacyjnego podzielonego na dziewięć ścieżek, jest podobny do tego z rozszerzonej improwizacji często granej podczas środkowej części „Interstellar Overdrive”. Utwory 1–8 nagrane na żywo 10 września 1967 r. W Gyllene Cirkeln, Sztokholm, Szwecja. Utwory 9–17 nagrane w De Lane Lea Studios, Londyn, 20 października 1967 r. |

Dysk trzeci (DVD / Blu-ray)
- „Chapter 24” (Syd Barrett, Live, Cambridgeshire, 1966) / (Live at EMI Studios, Londyn, 1967) – 3:40
- „Recording Interstellar Overdrive and Nick's Boogie” (Londyn, 1967) – 6:36
- „Interstellar Overdrive: Scene – Underground” (Londyn, 1967) – 4:15
- „Arnold Layne: promo video” (Wittering Beach, 1967) – 2:54
- „Pow R. Toc H. / Astronomy Domine: plus wywiad z Sydem Barrettem i Rogerem Watersem: BBC The Look Of The Week” (BBC Studios, Londyn, 1967) – 9:22
- „The Scarecrow” (Pathé Pictorial, UK, 1967) – 2:05
- „Jugband Blues: London Line promo video” (Londyn, 1967) – 2:58
- „Apples & Oranges: plus Dick Clark interview” (Live, Los Angeles, 1967) – 4:51
- „Instrumental Improvisation” (BBC Tomorrow’s World, Londyn, 1967) – 2:11
- „Instrumental Improvisation” (Live, Londyn, 1967) – 4:32
- „See Emily Play: BBC Top Of The Pops” (Partially restored BBC Studios, Londyn, 1967) – 2:55
- „The Scarecrow (outtakes)” (Pathé Pictorial, UK, 1967) – 2:07
- „Interstellar Overdrive” (Live, Londyn, 1967) – 9:33

Skład zespołu:
|  | The Tea Set (Nagrania z 1965 roku): - Syd Barrett – wokal główny, gitary - Roger Waters – gitara basowa, chórki, wokal główny w utworze „Walk With Me Sydney” - Richard Wright – instrumenty klawiszowe - Nick Mason – perkusja - Bob Klose – gitary gościnnie z: - Juliette Gale – współ-wokal w utworze „Walk with Me Sydney" Produkcja: - David Gilmour – nadzór nad miksami z 2010 roku. | Pink Floyd (od 1966 roku): - Syd Barrett – wokal prowadzący, gitary - Roger Waters – bas, chórki, wokal prowadzący w „Set the Controls for the Heart of the Sun” - Richard Wright – instrumenty klawiszowe, chórki, wokale główne w utworach „Matilda Mother” i „Paintbox” - Nick Mason – perkusja, perkusja, wokal prowadzący w „Scream Thy Last Scream” |

### Volume 2:1968: Germin/ation
Lista utworów:
|  | Dysk pierwszy (CD) – nagrania studyjne z 1968 roku; Sesje BBC z 1968 roku Utwory zaczerpnięte z 7-calowych singli Point Me at the Sky i It Would Be So Nice: 1. „Point Me at the Sky” – 3:40 2. „It Would Be So Nice” – 3:46 3. „Julia Dream” – 2:34 4. „Careful with That Axe, Eugene” (wersja singlowa) – 5:46 Capitol Studios, Los Angeles, 22 sierpnia 1968: 1. „Song 1” – 3:18 2. „Roger's Boogie” – 4:35 Sesja radiowa BBC, 25 czerwca 1968 1. „Murderotic Woman (Careful with That Axe, Eugene)” – 3:38 2. „The Massed Gadgets of Hercules (A Saucerful of Secrets)” – 7:18 3. „Let There Be More Light” – 4:32 4. „Julia Dream” – 2:50 Sesja radiowa BBC, 2 grudnia 1968 1. „Point Me at the Sky” – 4:25 2. „Embryo” – 3:13 3. „Interstellar Overdrive” – 9:37 Utwory 5–13 nie zostały wcześniej wydane. Dysk drugi (DVD / Blu-ray) - ‘Tienerklanken’, Bruksela, Belgia, 18–19 lutego 1968 (wspólna długość utworów: 22:28): 1. „Astronomy Domine” 2. „The Scarecrow” 3. „Corporal Clegg” 4. „Paintbox” 5. „Set the Controls for the Heart of the Sun” 6. „See Emily Play” 7. „Bike” - 'Vibrato', Bruksela, Belgia, luty 1968 (długość utworu: 3:03): 1. „Apples and Oranges" | - 'Bouton Rouge', Paryż, Francja, 20 lutego 1968 (wspólna długość utworów: 13:35): 1. „Astronomy Domine” 2. „Flaming” 3. „Set the Controls for the Heart of the Sun” 4. „Let There Be More Light" - 'Discorama', Paryż, Francja, 21 lutego 1968 (długość utworu: 3:40): 1. „Paintbox" - 'The Sound of Change', Londyn, UK, Marzec 1968 (długość utworu: 2:15): 1. „Instrumental Improvisation" - 'All My Loving, Londyn, UK, 28 Marca 1968 (długość utworu: 2:40): 1. „Set the Controls for the Heart of the Sun” - 'Release-Rome Goes Pop', Rzym, Włochy, kwiecień 1968 (długość utworu: 1:21): 1. „It Would Be So Nice (excerpt)” - 'Pop 68', Rzym, Włochy, 6 Maja 1968 (długość utworu: 6:59): 1. „Interstellar Overdrive" - 'Tienerklanken – Kastival', Kasterlee, Belgia, 31 sierpnia 1968 (długość utworu: 5:31): 1. „Astronomy Domine” 2. „Roger Waters interview" - 'Samedi et Compagnie', Paryż, Francja, 6 września 1968 (wspólna długość utworów: 5:31): 1. „Let There Be More Light 2. „Remember a Day” - 'A L'Affiche du Monde', Londyn, UK, 1968 (długość utworu: 1:53): 1. „Let There Be More Light" - 'Tous En Scene', Paryż, Francja, 21 października 1968 (wspólna długość utworów: 6:39): 1. „Let There Be More Light” 2. „Flaming" - 'Surprise Partie', Paryż, Francja, 1 listopada 1968 (długość utworu: 6:35): 1. „Let There Be More Light" - Restored promo video, UK, 1968 (długość utworu: 3:19): 1. „Point Me At The Sky" |

Skład zespołu:
- David Gilmour – gitary, wokal prowadzący
- Roger Waters – bas, główne wokale w „Set the Controls for the Heart of the Sun” i „Roger's Boogie”
- Richard Wright – instrumenty klawiszowe, chórki, wokale w „It Will Be So Nice”, „Paintbox”, „Let There Be More Light” i „Remember a Day”
- Nick Mason – perkusja, perkusja, wokal prowadzący w „Corporal Clegg”
- Syd Barrett – gitary, wokal prowadzący (pojawia się tylko w audio z Tienerklanken ', Bruksela, Belgia, 18–19 lutego 1968 r., ponieważ zespół naśladuje oryginalne utwory)

gościnnie z:
- John Peel – DJ na sesjach BBC

### Volume 3:1969: Dramatis/ation
Lista utworów:
|  | Dysk pierwszy (CD) – więcej utworów mających inną konstrukcję niż album More, sesje BBC i koncerty w Amsterdamie Utwory nie albumowe z płyty More: 1. „Hollywood” (utwór mający inną konstrukcję niż album) – 1:21 2. „Theme” (wersja beat) (wersja alternatywna) – 5:38 3. „More Blues” (wersja alternatywna) – 3:49 (pomimo tego, że nazwano go „wersją alternatywną”, w rzeczywistości jest to rozszerzona wersja utworu, który pojawia się na albumie More.) 4. „Seabirds” (utwór mający inną konstrukcję niż album) – 4:20 (pomimo nazwy „Seabirds”, nie jest to utwór „Seabirds”, który pojawia się w filmie, ale w rzeczywistości jest alternatywną formą „Quicksilver" z albumu „More”) Inne utwory: 1. „Embryo” (wersja demo) – 4:43 Sesja radiowa BBC, 12 Maja 1969: 1. „Grantchester Meadows” – 3:46 2. „Cymbaline” – 3:38 3. „The Narrow Way” – 4:48 4. „Green Is the Colour” – 3:21 5. „Careful with That Axe, Eugene” – 3:26 Live at the Paradiso, Amsterdam, 9 sierpnia 1969: 1. „Interstellar Overdrive” – 4:20 2. „Set the Controls for the Heart of the Sun” – 12:25 3. „Careful with That Axe, Eugene” – 10:09 4. „A Saucerful of Secrets” – 13:03 Utwory 1–4; 6–14 nie zostały wcześniej wydane. Utwór 5 poprzednio wydany na płycie próbnej „Picnic – A Breath of Fresh Air” (1970) oraz na albumie kompilacyjnym „Works” (1983). | Dysk drugi (CD) – „The Man and The Journey” na żywo z Amsterdamu, 17 września 1969 1. „Daybreak” („Grantchester Meadows”) – 8:14 2. „Work” – 4:12 3. „Afternoon” („Biding My Time”) – 6:39 4. „Doing It” – 3:54 5. „Sleeping” – 4:38 6. „Nightmare” („Cymbaline”) – 9:15 7. „Labyrinth” – 1:10 8. „The Beginning” („Green Is the Colour”) – 3:25 9. „Beset by Creatures of the Deep” („Careful with That Axe, Eugene”) – 6:27 10. „The Narrow Way, Part 3” – 5:11 11. „The Pink Jungle” („Pow R. Toc H.”) – 4:56 12. „The Labyrinths of Auximines” – 3:20 13. „Footsteps” / „Doors” – 3:12 14. „Behold the Temple of Light” – 5:32 15. „The End of the Beginning (A Saucerful of Secrets)” – 6:31 Utwory 1–15 nie zostały wcześniej wydane. |

Dysk trzeci (DVD/Blu-ray)
- Forum Musiques, Paryż, Francja, 22 stycznia 1969 – 19:25

1. „Set the Controls for the Heart of the Sun”
2. David Gilmour interview (in French)
3. „A Saucerful of Secrets"

- „The Man and The Journey”: Royal Festival Hall, Londyn, próba, 14 kwietnia 1969 – 14:05

1. „Afternoon” („Biding My Time”)
2. „The Beginning” („Green Is the Colour”)
3. „Cymbaline”
4. „Beset by Creatures of the Deep” („Careful with That Axe, Eugene”)
5. „The End of the Beginning” („A Saucerful of Secrets”)

- Essencer Pop & Blues Festival, Essen, Niemcy, 11 października 1969 – 19:14

1. „Careful with That Axe, Eugene”
2. „A Saucerful of Secrets"

- Music Power & European Music Revolution, Festival Actuel Amougies Mont de L'Enclus, Belgia, 25 października 1969 – 27:53

1. „Green Is the Colour”
2. „Careful with That Axe, Eugene”
3. „Set the Controls for the Heart of the Sun”
4. „Interstellar Overdrive” (z Frankiem Zappą) – 11:26

Skład zespołu:
Pink Floyd
- David Gilmour – wokal prowadzący, gitary
- Roger Waters – bas, główny wokal w utworach „Afternoon”, „Set the Controls for the Heart of the Sun” i „Grantchester Meadows”, hiszpańska gitara w „Grantchester Meadows”
- Richard Wright – instrumenty klawiszowe, chórki
- Nick Mason – perkusja, instrumenty perkusyjne

gościnnie z:
- Frank Zappa – gitara w utworze „Interstellar Overdrive"

### Volume 4:1970: Devi/ation
Lista utworów:
|  | Dysk pierwszy (CD) 1. „Atom Heart Mother” (na żywo w Casino de Montreux, 21 listopada 1970) – 17:58 (Inne utwory wykonywane podczas tego programu, które nie zostały uwzględnione w tym pudełku, to „Astronomy Domine”, „Fat Old Sun”, „Cymbaline”, „Embryo”, „Green Is the Color”, „Careful with That Axe, Eugene” i „Just Another 12-Bar”) Sesja radiowa BBC, 16 lipca 1970: 1. „Embryo” – 11:10 2. „Fat Old Sun” – 5:52 3. „Green Is the Colour” – 3:27 4. „Careful with That Axe, Eugene” – 8:25 5. „If” – 5:47 6. „Atom Heart Mother” (z chórem, wiolonczelą i zespołem dętym) – 25:30 Utwory 1–7 nie zostały wcześniej wydane. Dysk drugi (CD) Wcześniej niepublikowane utwory z nagrań ścieżki dźwiękowej do filmu Zabriskie Point: 1. „On the Highway” – 1:16 2. „Auto Scene, Version 2” – 1:13 3. „Auto Scene, Version 3” – 1:31 4. „Aeroplane” – 2:18 5. „Explosion” – 5:47 6. „The Riot Scene” – 1:40 7. „Looking at Map” – 1:57 8. „Love Scene, Version 7” – 5:03 9. „Love Scene, Version 1” – 3:26 10. „Take Off” – 1.20 11. „Take Off, Version 2” – 1:12 12. „Love Scene, Version 2” – 1:56 13. „Love Scene (Take 1)” – 2:16 14. „Unknown Song (Take 1)” – 5:56 15. „Love Scene (Take 2)” – 6:40 16. „Crumbling Land (Take 1)” – 4:09 Inne utwory: 1. „Atom Heart Mother” (wczesna wersja studyjna, tylko zespół) – 19:24 Utwory 1–17 nie zostały wcześniej wydane. Dysk trzeci (DVD) - Godzina z Pink Floyd: KQED, San Francisco, USA, 30 kwietnia 1970: 1. „Atom Heart Mother” – 17:37 2. „Cymbaline” – 8:38 3. „Grantchester Meadows” – 7:37 4. „Green Is the Colour” – 3:31 5. „Careful with That Axe, Eugene” – 9:09 6. „Set the Controls for the Heart of the Sun” – 12:37 Tylko dźwięk: - „Atom Heart Mother” oryginalny 4.0 Quad mix 1970: 1. „Atom Heart Mother” – 23:42 2. „If” – 4:31 3. „Summer '68” – 5:29 4. „Fat Old Sun” – 5:24 5. „Alan's Psychedelic Breakfast” – 13:01 | Dysk czwarty (DVD) - Pop Deux Festival de St. Tropez’, Francja, 8 sierpnia 1970: 1. „Cymbaline” (sound check) – 3:54 2. „Atom Heart Mother” – 13:46 3. „Embryo” – 11:23 4. „Green Is the Colour” 5. „Careful with That Axe, Eugene” – 12:21 6. „Set the Controls for the Heart of the Sun” – 12:07 - Roland Petit Ballet, Paryż, Francja, 5 grudnia 1970: 1. „Instrumental Improvisations 1, 2, 3” – 3:28 2. „Embryo” – 2:39 - Blackhill’s Garden Party, Hyde Park, Londyn, UK, 18 lipca 1970: 1. „Atom Heart Mother” (z zespołem Philip Jones Brass Ensemble / John Alldis Choir) – 21:15 Dysk piąty (Blu-Ray) - Godzina z Pink Floyd: KQED, San Francisco, USA, 30 kwietnia 1970: 1. „Atom Heart Mother” – 17:37 2. „Cymbaline” – 8:38 3. „Grantchester Meadows” – 7:37 4. „Green Is the Colour” – 3:31 5. „Careful with That Axe, Eugene” – 9:09 6. „Set the Controls for the Heart of the Sun” – 12:37 - Pop Deux Festival de St. Tropez’, Francja, 8 sierpnia 1970: 1. „Cymbaline” (sound check) – 3:54 2. „Atom Heart Mother” – 13:46 3. „Embryo” – 11:23 4. „Green Is the Colour” 5. „Careful with That Axe, Eugene” – 12:21 6. „Set the Controls for the Heart of the Sun” – 12:07 - Roland Petit Ballet, Paryż, Francja, 5 grudnia 1970: 1. „Instrumental Improvisations 1, 2, 3” – 3:28 2. „Embryo” – 2:39 - Blackhill’s Garden Party, Hyde Park, Londyn, UK, 18 lipca 1970: 1. „Atom Heart Mother” (z zespołem Philip Jones Brass Ensemble / John Alldis Choir) – 2:15 (Czarno-białe wideo. Niska optymalna jakość wideo i audio. Uwzględnione ze względu na swoją wartość historyczną.) Tylko dźwięk: - „Atom Heart Mother” oryginalny 4.0 Quad mix 1970: 1. „Atom Heart Mother” – 23:42 2. „If” – 4:31 3. „Summer '68” – 5:29 4. „Fat Old Sun” – 5:24 5. „Alan's Psychedelic Breakfast” – 13:01 Po wydaniu „Early Years 1965–1972” znaleziono materiał zespołu wykonującego „Astronomy Domine” w KQED, ale jego odkrycie nadeszło zbyt późno, aby można było go włączyć do pudełka. Muzycy otrzymali następnie pozwolenie na publikację materiału filmowego „Astronomy Domine”. |

Skład zespołu:
- David Gilmour – gitary, wokal prowadzący
- Roger Waters – bas, główne wokale w „Set the Controls for the Heart of the Sun”, „If” i „Grantchester Meadows”
- Richard Wright – instrumenty klawiszowe, klawesyn, chórki, wokale w „Summer '68”, „Crumbling Land” (z Gilmourem) i „Embryo” (z Gilmourem)
- Nick Mason – perkusja, instrumenty perkusyjne

z:
- EMI Pops Orchestra – sekcje dęte i orkiestrowe
- Hafliði Hallgrímsson – wiolonczela
- Chór Johna Alldisa – wokal
- Alan Styles – efekty głosowe i dźwiękowe w „Alan's Psychedelic Breakfast”
- John Peel – DJ podczas sesji BBC

### Volume 5:1971: Reverber/ation
Lista utworów
|  | Dysk pierwszy (CD) 1. „Nothing, Part 14” („Echoes” work in progress) – 7.01 („Nothing Part 14” to jeden z 24 znanych demo zatytułowany „Nothings”. Jednym z pierwszych tytułów „Echoes” był „The Son of Nothing”, a później „The Return of the Son of Nothing”.) Sesja radiowa BBC, 30 września 1971: 1. „Fat Old Sun” – 15:33 2. „One of These Days” – 7:19 3. „Embryo” – 10:43 4. „Echoes” – 26:25 | Dysk drugi (DVD/Blu-Ray) - ‘Aspekte’ feature – 9:51 1. „Wywiad + Atom Heart Mother (fragmenty)” Hamburg, Germany, 25 lutego 1971;Brass & Choir pod dyrekcją Geoffreya Mitchella 2. „A Saucerful of Secrets (fragment)” Offenbach, Germany, 26 lutego 1971 - Cinq Grands Sur La Deux’, Abbaye de Royaumont, Asnierès-sur-Oise, Francja,15 czerwca 1971 – 17:55 1. „Set the Controls for the Heart of the Sun” 2. „Cymbaline" - ‘Musikforum Ossiachersee’, Ossiach, Austria,1 lipca 1971 1. „Atom Heart Mother (fragment)” Brass & Choir pod dyrekcją Geoffreya Mitchella– 3:12 - ‘Get To Know’ Tor wyścigowy Randwick, Sydney, Australia, 15 sierpnia 1971 – 6:23 1. „Careful with That Axe, Eugene” 2. Band interview - '24 hours – Bootleg Records’, Londyn, UK, 1971 1. Dokument z udziałem zespołu i menedżera Steve’a O’Rourke – 2:27 - ‘Review’, Londyn, UK, 1971 1. Storm Thorgerson i Aubrey „Po” Powell przeprowadzili wywiad dotyczący projektu okładki płyty – 3:37 - Animacja Iana Emesa utworzona w lipcu 1972, Birmingham, UK 1. „One of These Days (‘French Windows’)” – 4:17 - ‘Musikforum Ossiachersee’, Ossiach, Austria, 1 lipca 1971 1. „Atom Heart Mother” (fragment, w kolorze): – 5:10 - ’71 Hakone Aphrodite Open Air Festival, Hakone, Japoni, 6–7 sierpnia 1971 1. „Atom Heart Mother” – 15:11 Tylko dźwięk: 1. „Echoes” original 4.0 Quad mix 1971 – 23:35 |

Skład zespołu:
- David Gilmour – gitary, wokal prowadzący
- Roger Waters – bas
- Richard Wright – instrumenty klawiszowe, chórki, wokale główne w „Embryo” (z Gilmourem) i „Echoes” (z Gilmourem)
- Nick Mason – perkusja, instrumenty perkusyjne

### Volume 6:1972: Obfusc/ation
Lista utworów:
|  | Dysk pierwszy (CD) Obscured by Clouds 2016 mix 1. „Obscured by Clouds” – 3:03 2. „When You're In” – 2:31 3. „Burning Bridges” – 3:30 4. „The Gold It's in the...” – 3:07 5. „Wot's...Uh the Deal?” – 5:09 6. „Mudmen” – 4:18 7. „Childhood’s End” – 4:33 8. „Free Four” – 4:16 9. „Stay” – 4:06 10. „Absolutely Curtains” – 5:52 Ta płyta została przypadkowo zastąpiona przez stereo CD Live at Pompeii przed wysyłką. Ta płyta faktycznie jest zapakowana poza zestawem w osobną białą torbę, na której odwrocie jest napisane: „Zamienna płyta CD do Obfusc / ation”. Jednak samodzielne wydanie tego tomu zawiera Live at Pompeii jako CD2 zestawu. | Dysk drugi (DVD/Blu-Ray) - Recording Obscured by Clouds, Château d’Hérouville, Francja, 23–29 lutego 1972 1. „Wot’s...Uh the Deal?”: z rejestrowaniem zdjęć z sesji – 5:04 2. „Pop Deux”: dokument o nagraniu Obscured by Clouds + wywiad z Davidem Gilmourem i Rogerem Watersem – 7:14 - Brighton Dome, UK, 29 czerwca 1972 – 16:44 1. „Set the Controls for the Heart of the Sun” 2. „Careful with That Axe, Eugene" - Roland Petit Pink Floyd Ballet, France, doniesienia prasowe 1972–73 1. „Actualités Méditerranée”, Marsylia, 22 listopada 1972 – 3:29 2. „JT Nuit – Les Pink Floyd”, Marsylia, 26 listopada 1972 – 3:04 3. „JT 20h – Pink Floyd”, Paryż, 12 stycznia 1973 – 3:01 4. „Journal de Paris – Les Pink Floyd”, Paryż, 12 stycznia 1973 – 5:03 - Relacja z koncertu – Francja, 29 listopada 1972 1. Poitiers – Autour du passage des Pink Floyd – 4:27 - Pink Floyd: Live at Pompeii (2016 5.1 Surround Sound) 1. „Careful with That Axe, Eugene” – 6:40 2. „A Saucerful of Secrets” – 10:09 3. „One of These Days” – 5:58 4. „Set the Controls for the Heart of the Sun” – 10:24 5. „Echoes” – 26:10 |

Skład zespołu:
- David Gilmour – gitary, wokal prowadzący
- Roger Waters – bas, wokal prowadzący w „Free Four” i „Set the Controls...”
- Richard Wright – instrumenty klawiszowe, wokale w „Echoes” (z Gilmourem), „Burning Bridges” (z Gilmourem) i „Stay”
- Nick Mason – perkusja, instrumenty perkusyjne

### Volume 7:1967–1972: Continu/ation
Ten tom, w przeciwieństwie do tomów 1–6, jest wyłączny dla zestawu pudełkowego i nie jest jeszcze dostępny osobno jako samodzielne wydanie. Ten tom zawiera trzy filmy pełnometrażowe: „The Committee”, „More” i „La Vallée” oraz, pomimo podtytułu, nagranie na żywo „Echoes” z 1974 roku..
Lista utworów:
|  | Dysk pierwszy (CD) Sesja radiowa BBC, 25 września 1967: 1. „Flaming"‡ – 2:42 2. „The Scarecrow"‡ – 1:59 3. „The Gnome"‡ – 2:08 4. „Matilda Mother"‡ – 3:20 5. „Reaction in G"‡ – 0:34 6. „Set the Controls for the Heart of the Sun”‡ – 3:19 Sesja radiowa BBC, 20 grudnia 1967: 1. „Scream Thy Last Scream"‡ – 3:35 2. „Vegetable Man”‡ – 3:07 3. „Pow R. Toc H."‡ – 2:45 4. „Jugband Blues"‡ – 3:50 Inne utwory: 1. „Baby Blue Shuffle in D Major” (Sesja radiowa BBC, 2 grudnia 1968) – 3:58 2. „Blues” (BBC 30 września 1971) – 4:59 3. „US Radio advertisement for Ummagumma” – 0:22 4. „Music from The Committee No. 1” – 1:06 5. „Music from The Committee No. 2” – 3:25 6. „Moonhead” (na żywo w TV BBC podczas lądowań na Księżycu emitowanych w 1969 r.) – 7:16 7. „Echoes” (na żywo z Wembley Empire Pool; rok 1974) – 24:10 | Dysk drugi (DVD/Blu-Ray) - Hampstead Heath and St. Michael’s Church, Highgate, Londyn, UK, Marzec 1967 1. „Arnold Layne (Alternative version)”‡ – 2:56 - „P1–P wie Petersilie” Stuttgart, Niemcy, 22 lipca 1969 – 16:52 1. „Corporal Clegg” 2. Band interview 3. „A Saucerful of Secrets" - ‘Bath Festival of Blues & Progressive Music’, Shepton Mallet, UK, 27 czerwca 1970 1. „Atom Heart Mother” – 3:46 - „Kralingen Music Festival” Rotterdam, Holandia, 28 czerwca 1970 – 10:16 1. „Set the Controls for the Heart of the Sun” 2. „A Saucerful of Secrets" - „The Amsterdam Rock Circus” Amsterdam, Holandia, 22 maja 1972 – 35:41 1. „Atom Heart Mother” 2. „Careful with That Axe, Eugene” 3. „A Saucerful of Secrets" - The Committee (film) – 55:18 Dysk trzeci (DVD/Blu-Ray) - More (film) – 1:56:00 - La Vallée (film)– 1:45:00 |

Skład zespołu:

Pink Floyd
- David Gilmour – gitary, wokal (z wyjątkiem ‡ i ścieżki 13)
- Roger Waters – bas, wokal (oprócz ścieżki 13)
- Richard Wright – instrumenty klawiszowe, wokal (oprócz ścieżki 13)
- Nick Mason – perkusja, perkusja, wokal w „Scream Thy Last Scream” (oprócz ścieżki 13)
- Syd Barrett – gitary, wokal (tylko ‡)

z gościnnym udziałem:
- Dick Parry – saksofon w utworze „Echoes”
- Venetta Fields – chórki w „Echoes”
- Carlena Williams – chórki w „Echoes”

### Bonus CD:Live at Pompeii
5 listopada 2016 r. zespół Pink Floyd ogłosił, za pośrednictwem swojej oficjalnej strony na Facebooku, że w zestawie znajdzie się dodatkowa płyta CD z koncertem „Live at Pompeii”. Koncert ten nigdy wcześniej nie został oficjalnie wydany na płycie CD.
Lista utworów:
1. „Careful with That Axe, Eugene” – 6:45
2. „Set the Controls for the Heart of the Sun” – 10:35
3. „One of These Days” – 5:50
4. „A Saucerful of Secrets” – 12:49
5. „Echoes” – 24:56
6. „Careful with That Axe, Eugene” (wersja alternatywna) – 6:06

### Replika singli winylowych
|  | Arnold Layne 1. „Arnold Layne” 2. „Candy and a Currant Bun" Point Me at the Sky 1. „Point Me at the Sky” 2. „Careful With That Axe, Eugene" It Would Be So Nice 1. „It Would Be So Nice 2. „Julia Dream" | See Emily Play 1. „See Emily Play” 2. „The Scarecrow" Apples and Oranges 1. „Apples and Oranges” 2. „Paintbox" |

### Meddle5.1
Odkryto, że album Meddle 5.1 nie został włączony do zestawu. Doniesiono, że ten album został wycofany z włączenia z nieujawnionych powodów. Album nie jest dostępny z menu DVD / BD ani z żadnej znanej metody „easter egg”. Należy zatem założyć, że zamiast usuwania albumu z płyt usunięto tylko jego łącze w menu DVD / BD, aby uniemożliwić dostęp do niego. Można go jednak wykryć, wkładając dysk do kompatybilnego komputera i przeszukując jego zawartość.

## Autorzy
- Aubrey Powell – dyrektor kreatywny.
- Lana Topham – kurator, producent i archiwista filmów.
- Pentagram – projekt opakowania.
- John Whiteley – psychodeliczny papier z lat 60.
- Peter Curzon ze StormStudios – kurator i projekt pamiątek fotograficznych, asystowany przez Lee Bakera; grafika na 7-calowe winyle.
- Glenn Povey – dodatkowe pamiątki.
- Archiwum Tracey Kraft – fotosy.
- Andy Jackson z Tube Mastering – mastering CD i 7-calowy winyl.
- Ray Staff z Air Studios – mastering audio 7-calowe winyle.
- Peter Sykes – reżyser filmu The Committee.
- Barbet Schroeder – reżyser filmów More i La Vallée.